# Volby do Sněmovny národů Federálního shromáždění 1992
Volby do Sněmovny národů Federálního shromáždění se konaly ve dnech 5. a 6. června 1992.

## Výsledky voleb v Česku

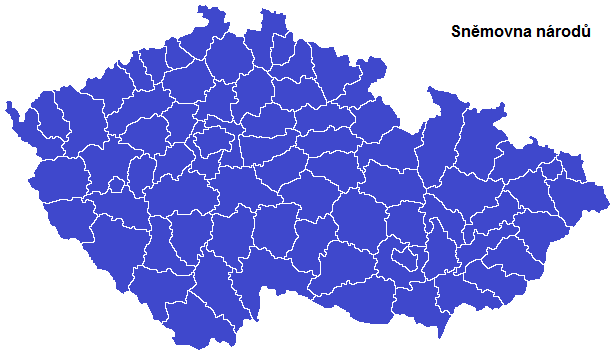
Vítězné strany podle okresů (modrá Koalice ODS a KDS)

| Strana                                                                                         | Hlasy     | %      | Křesla | %     |
| ---------------------------------------------------------------------------------------------- | --------- | ------ | ------ | ----- |
| Koalice Občanská demokratická strana - Křesťanskodemokratická strana                           | 2 168 421 | 33,43  | 37     | 24,67 |
| Levý blok                                                                                      | 939 197   | 14,48  | 15     | 10,00 |
| Československá sociální demokracie                                                             | 440 806   | 6,80   | 6      | 4,00  |
| Sdružení pro republiku – Republikánská strana Československa                                   | 413 459   | 6,37   | 6      | 4,00  |
| Křesťanská a demokratická unie - Československá strana lidová                                  | 394 296   | 6,08   | 6      | 4,00  |
| Liberálně sociální unie                                                                        | 393 182   | 6,06   | 5      | 3,33  |
| Hnutí za samosprávnou demokracii - Společnost pro Moravu a Slezsko                             | 317 934   | 4,90   | 0      | 0,00  |
| Občanské hnutí                                                                                 | 307 334   | 4,74   | 0      | 0,00  |
| Občanská demokratická aliance                                                                  | 264 371   | 4,08   | 0      | 0,00  |
| Hnutí důchodců za životní jistoty                                                              | 222 860   | 3,44   | 0      | 0,00  |
| Strana československých podnikatelů, živnostníků a rolníků                                     | 172 703   | 2,66   | 0      | 0,00  |
| Klub angažovaných nestraníků                                                                   | 140 045   | 2,16   | 0      | 0,00  |
| Nezávislá iniciativa                                                                           | 94 927    | 1,46   | 0      | 0,00  |
| Strana přátel piva                                                                             | 71 123    | 1,10   | 0      | 0,00  |
| Hnutí za sociální spravedlnost                                                                 | 65 185    | 1,01   | 0      | 0,00  |
| Demokraté 92 za společný stát                                                                  | 37 609    | 0,58   | 0      | 0,00  |
| Romská občanská iniciativa                                                                     | 17 638    | 0,27   | 0      | 0,00  |
| Strana republikánské a národně demokratické jednoty                                            | 11 099    | 0,17   | 0      | 0,00  |
| Národně sociální strana - Československá strana národně socialistická                          | 9 405     | 0,15   | 0      | 0,00  |
| Koalice Maďarské kresťanskodemokratické hnutie - Együttélés - Spolužitie - Wspólnota - Soužití | 4 145     | 0,06   | 0      | 0,00  |
| Celkem                                                                                         | 6 485 739 | 100,00 | 75     | 50,00 |

## Výsledky voleb na Slovensku

Složení sněmovny po volbách 1992

| Strana                                                                                         | Hlasy     | %      | Křesla | %     |
| ---------------------------------------------------------------------------------------------- | --------- | ------ | ------ | ----- |
| Hnutie za demokratické Slovensko                                                               | 1 045 395 | 33,85  | 33     | 22,00 |
| Strana demokratickej ľavice                                                                    | 433 750   | 14,04  | 13     | 8,67  |
| Slovenská národná strana                                                                       | 288 864   | 9,35   | 9      | 6,00  |
| Kresťanskodemokratické hnutie                                                                  | 272 100   | 8,81   | 8      | 5,33  |
| Koalice Maďarské kresťanskodemokratické hnutie - Együttélés - Spolužitie - Wspólnota - Soužití | 228 219   | 7,39   | 7      | 4,67  |
| Sociálnodemokratická strana Slovenska                                                          | 188 223   | 6,09   | 5      | 3,33  |
| Občianska demokratická únia                                                                    | 124 649   | 4,04   | 0      | 0,00  |
| Koalice Demokratická strana - Občianska demokratická strana                                    | 113 178   | 3,66   | 0      | 0,00  |
| Slovenské kresťansko-demokratické hnutie                                                       | 100 054   | 3,24   | 0      | 0,00  |
| Strana zelených na Slovensku                                                                   | 75 149    | 2,43   | 0      | 0,00  |
| Magyar Polgári Párt - Maďarská občianska strana                                                | 71 122    | 2,30   | 0      | 0,00  |
| Demokraté 92 za společný stát                                                                  | 34 929    | 1,13   | 0      | 0,00  |
| Strana práce a istoty                                                                          | 31 392    | 1,02   | 0      | 0,00  |
| Zväz komunistov Slovenska                                                                      | 22 202    | 0,72   | 0      | 0,00  |
| Romská občanská iniciativa                                                                     | 16 892    | 0,55   | 0      | 0,00  |
| Nezávislá iniciativa                                                                           | 11 259    | 0,36   | 0      | 0,00  |
| Sdružení pro republiku - Republikánská strana Československa                                   | 10 540    | 0,34   | 0      | 0,00  |
| Slovenská ľudová strana                                                                        | 10 056    | 0,33   | 0      | 0,00  |
| Hnutí za samosprávnou demokracii - Společnost pro Moravu a Slezsko                             | 4 489     | 0,15   | 0      | 0,00  |
| Národní liberáli                                                                               | 2 992     | 0,10   | 0      | 0,00  |
| Hnutí za sociální spravedlnost                                                                 | 1 888     | 0,06   | 0      | 0,00  |
| Koalice Hnutie za sľobodu prejavu - Slovenská republikánská únia                               | 1 086     | 0,04   | 0      | 0,00  |
| Celkem                                                                                         | 3 088 426 | 100,00 | 75     | 50,00 |